# THE REBEL'S eMPIRE GAMING PROJECT
THE REBEL'S eMPIRE GAMING PROJECT（ザ・レベルズ・エンパイア・ゲーミング・プロジェクト）はミュージシャンを中心に結成されたエレクトロニック・スポーツの総合ゲーム・エンタメ集団。通称はReMG（レムジー）。

## 概要
名前の由来は、反乱（Rebel）と帝国（Empire）、逆らう勢力としてよく使われている二つの言葉を発足して、反乱軍の帝国に建ての為に、eスポーツチームを作成。

## 構成員

### メンバー
MAH
SiMのボーカルで本ユニットの発起人。
桜井誠
Dragon Ashのドラマー。

### プレイヤー
歌広場淳
ゴールデンボンバーのBe-su。
KOUHEI
04 Limited Sazabysのドラマー。
せぐちかな
アイドルグループ中野風女シスターズ・風男塾の元メンバー。

### サポーター
- Red Bull Gaming Sphere Tokyo
- RYZEN
- 東京アニメ・声優＆eスポーツ専門学校
- 火将ロシエル
- 成賀くるみ
- SCARZ[2]

## eMPIRE SOUND SYSTeMS（eMSS）
THE REBEL'S eMPIRE GAMING PROJECT内に発足された音楽クリエイティブチーム。ゲームミュージックを中心に総合プロデュース・楽曲制作を不特定多数のメンバーで行っていくクリエイター集団。構成員は非公表。

### 作品
- THE REBEL'S eMPIRE（サウンド制作・プロデュース）
- D4DJ（"燐舞曲"楽曲制作・プロデュース）※中山雅弘 WITH eMPIRE SOUND SYSTeMS名義